# 蜉蝣
蜉蝣，又名螶𧎾 ，屬於昆蟲綱蜉蝣目 （学名：Ephemeroptera），是最原始的有翅昆虫，具有古老而特殊的體型結構，翅無法折叠，和蜻蛉目同屬古翅下纲下。全世界已知有超过3,000种蜉蝣目昆虫，分属于42个科的400多个属，其中约600种见于北美大陆。除南极外，蜉蝣见于所有陆地地区。
蜉蝣是相对原始的昆虫，并且表现出可能存在于第一种飞行昆虫中的许多祖先性状，例如不能平折在腹部上的长尾巴和翅膀。虽然化石记录不完全，但有证据表明：泥盆纪（2.8亿年前至3.25亿年前）已有蜉蝣存在。
成虫体长2.5～32毫米。生活史包括4个阶段：卵、稚虫、亚成虫和成虫。稚虫生活于淡水中，偶见于咸淡水中，具6足，足端具爪，身体由10个体节组成，其中一些体节具鳃；身体末端具2～3条纤细的尾。不同种的稚虫具不同的适应性构造，有的具适于挖掘的顎及附肢，有的种身体扁平，能在狭窄的空间移动，或适于附在水生生物上。

## 特征
蜉蝣体形细长柔软，体长通常为3～27mm，触角短，复眼发达，中胸较大，前翅发达，后翅退化，腹部末端有一对很长的尾毛（或稱尾鬚，尾鬚是少数原始昆虫，如本目和直翅目才具有的特征），部份种类並有中央尾丝。

## 习性
蜉蝣的稚虫生活在淡水湖、溪流中。通常在春、夏季下午的时候，有成群的雄成虫“婚飞”，雌成虫飞入群中与雄虫交配；产卵于水中；椭圆形的卵很小，表面有络纹，可以黏附在水底的碎片上。稚虫期一般蜕皮20～24次，甚至多达40次；成熟稚虫可以看见一、二对翅芽变黑；两侧或背面有成对的气管鳃，是适于在水中的呼吸器；稚虫成长后，浮出水面，或爬到水边石块、植物茎上，日落后羽化为亚成虫；过一天后經一次蛻皮为成虫。成蟲不取食，甚至沒有內臟，且壽命很短，只有約數小時至數日不等。

## 分類

### 裂盾蜉亞目Schistonota
- 四節蜉總科 Baetoidea
  - 短絲蜉科 Siphlonuridae
  - 四節蜉科 Baetidae
  - 紐澳蜉蝣科 Oniscigastridae
  - 擬短絲蜉蝣科 Ameletopsidae
  - 長足蜉蝣科 Ametropodidae
- 扁蜉總科 Heptagenioidea
  - Coloburiscidae
  - 寡脈蜉科 Oligoneuriidae
  - 等蜉科 Isonychiidae
  - 扁蜉科 Heptageniidae
- 细裳蜉總科 Leptophlebioidea
  - 细裳蜉科 Leptophlebiidae
- 蜉蝣總科 Ephemeroidea
  - 短足蜉科 Behningiidae
  - 河花蜉科 Potamanthidae
  - 巨突蜉科 Euthyplociidae
  - 多脈蜉科 Polymitarcyidae
  - 蜉蝣科 Ephemeridae
  - 褶緣蜉科 Palingeniidae

### 全盾蜉亞目Pannota
- 小蜉總科 Ephemerelloidea
  - 小蜉科 Ephemerellidae
  - 擬小蜉科 Leptohyphidae
  - 三角鰓蜉科 Tricorythidae
- 細蜉總科 Caenoidea
  - 新蜉科 Neoephemeridae
  - 圓裳蜉科 Baetiscidae
  - 細蜉科 Caenidae
  - 鱟蜉科 Prosopistomatidae

## 文化
蜉蝣在中國古代為短命的象徵，相關名句有「朝生暮死」（出自《重修政和證類本草·草下之上》）和「寄蜉蝣於天地」（出自宋代蘇軾《赤壁賦》）等。
东亚乐坛有大量以蜉蝣为名的歌曲。

## 註解
1. ↑  「蜉蝣」，拼音：，注音：，粤拼：，音同「浮游」
2. ↑  「螶𧎾」，拼音：，注音：，音同「渠掠」

## 外部連結
- Tree of Life info for Ephemeroptera （页面存档备份，存于）
- Mayfly Central hosted by Purdue University （页面存档备份，存于）

## 延伸阅读
[在维基数据编辑]
 《欽定古今圖書集成·博物彙編·禽蟲典·蜉蝣部》，出自陈梦雷《古今圖書集成》